# Kärlek i tystnadens tid
Kärlek i tystnadens tid är ett studioalbum av Peter LeMarc, släppt 26 september 2007 på etiketten RCA som ägs av Sony Music. Det spelades in i Hammarby Studio. Albumet har som bäst placerat sig på tredje plats på den svenska albumlistan. 

## Låtlista
1. Så gott att må gott igen
2. Bara när jag blundar
3. I mitt andra liv
4. Ma chérie ma femme
5. Vadsomhelst
6. Alldeles söder om ingenstans
7. Förälska mej
8. Tills dess du måste gå
9. Augusti i det höga gräset
10. Minus fyra
11. Någorlunda dag
12. Havet, vågorna och vinden
13. Kärlek i tystnadens tid

## Medverkande
- Peter LeMarc: sång, munspel, piano, handklapp, kompositör, textförfattare, producent
- Måns Block: trummor
- Mathias Blomdahl: gitarr
- Mija Folkesson: sång
- Christer Jansson: slagverk
- Klas Jervfors: trumpet, trombon, tuba
- Per "Ruskträsk" Johansson: saxofon
- Johan Lindström: klaviaturinstrument, gitarr, slagverk, bas, producent
- Jesper Nordenström: klaviaturinstrument
- Mattias Torell: gitarr, bas
- Stockholm Session Strings

## Listplaceringar
| Lista (2007-2008) | Topplacering |
| ----------------- | ------------ |
| Sverige           | 3            |